# Regina Elena (1907)
«Реджина Елена» (італ. Regina Elena) — броненосець-пре-дредноут однойменного типу Королівських ВМС Італії початку XX століття. 

## Історія створення
Броненосець «Реджина Елена» був закладений 27 березня 1901 року на верфі флоту у місті Ла-Спеція. Спущений на воду 19 червня 1904 року, вступив у стрій 11 вересня 1907 року.
Свою назву корабель отримав на честь королеви Олени, дружини Віктора Емануїла III.

## Історія служби
Після вступу у стрій броненосець «Реджина Елена» був включений до складу Середземноморської ескадри. У 1908 році він вирушив до берегів Малої Азії для демонстрації сили, протестуючи проти рішення Османської імперії закрити італійські поштові відділення в Туреччині. Наприкінці того ж року прибув до Мессіни для ліквідації наслідків Мессінського землетрусу.
З початком італійсько-турецької війни «Реджина Елена» та однотипні броненосці були включені до складу 1-ї дивізії 1-ї ескадри під командуванням адмірала Аугусто Обрі.
18 жовтня 1911 року «Реджина Елена», однотипні броненосці та 3 крейсери супроводжували конвой транспортів, які перевозили 2-гу піхотну дивізію до Бенгазі. Коли османи відмовились капітулювати, італійський флот відкрив вогонь по місту, а піхота почала десантування. Італійці змусили османів відступити і захопили місто 29 жовтня.
До грудня італійські кораблі були розосереджені в портах Киренаїки. «Реджина Елена», «Рома» та броненосний крейсер «Сан-Марко» базувались в Бенгазі. Кораблі підтримали вогнем сухопутні війська, допомігши відбити османський наступ на місто 14-15 грудня.
На початку 1912 року більшість італійський кораблів, у тому числі «Реджина Елена», вирушили до Італії для ремонту.
У березі 1914 року «Реджина Елена» брав участь у випробуваннях радіотелеграфу. Експериментами керував Гульєльмо Марконі.
Після вступу Італії у Першу світову війну «Реджина Елена» та однотипні броненосці були включені до складу 2-ї дивізії. Але командувач італійського флоту адмірал Паоло Таон ді Ревель не наважувався залучати великі кораблі до бойових дій, побоюючись ворожих підводних човнів, і намагаючись зберегти їх для імовірної великої битви з австро-угорським флотом. Тому «Реджина Елена» всю війну здійснював переходи між Бріндізі, Таранто та Вльорою, і в бойових діях участі не брав.
Відповідно до Вашингтонської морської угоди 1922 року Італія могла залишити у строю броненосці типу «Реджина Елена», але не могла замінити їх новими лінкорами.
Тим не менше, 16 лютого 1923 року корабель був виключений зі складу флоту і зданий на злам.